# Bogstad

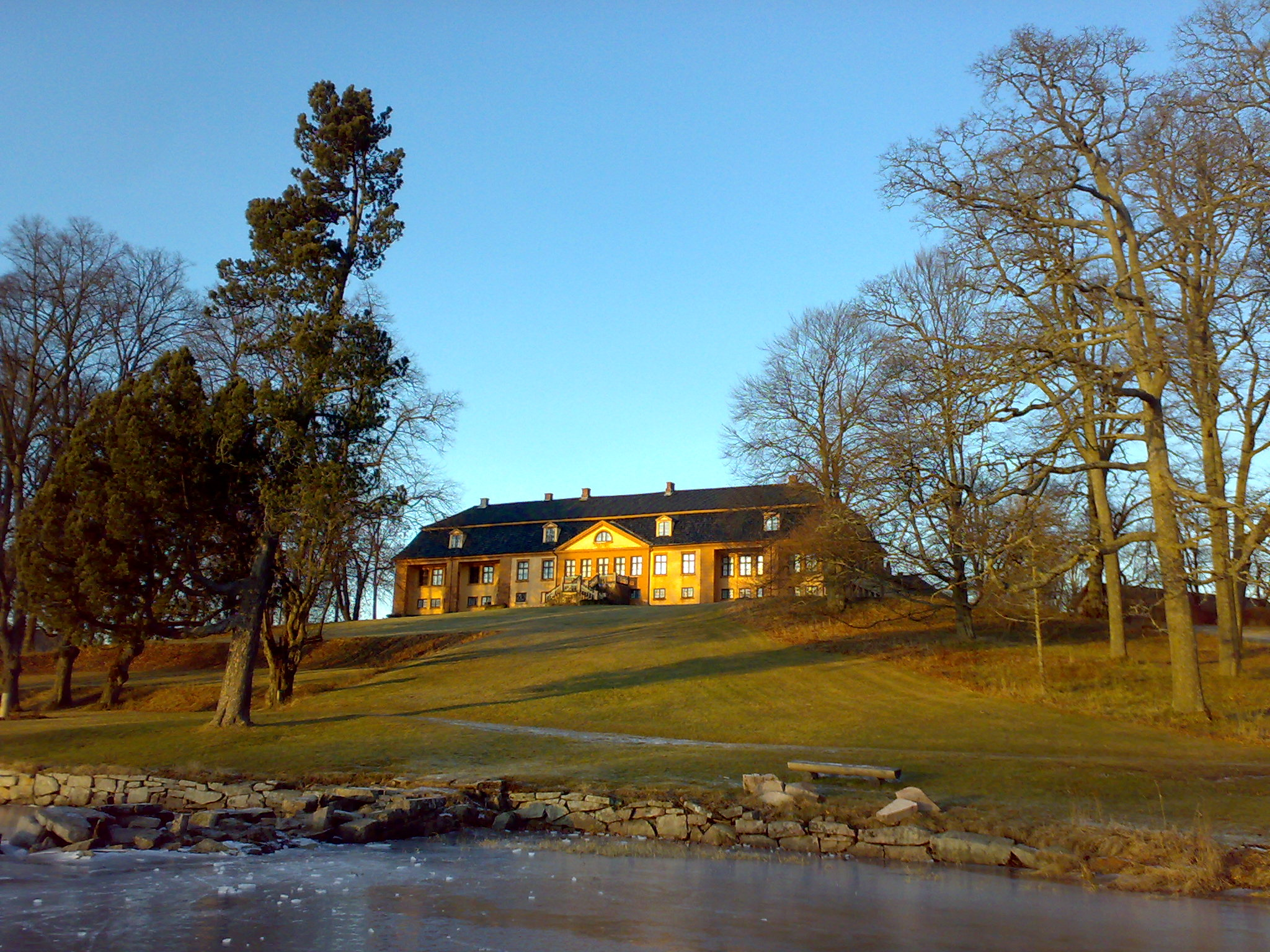
Bogstad

Bogstad (Bogstad gård) is een historisch landhuis en voormalig landgoed gelegen in de wijk Vestre Aker in het noordwestelijke deel van Oslo, Noorwegen. 

## Achtergrond
De oorsprong van Bogstad is gevestigd in een boerderij in de buurt van Bogstadvannet, een meer in de vallei van Sørkedalen. deze boerderij was eigendom van een aantal opmerkelijke mensen. 
Het ging van Peder Nielsen Leuch (1692-1746) en zijn familie naar de Noorse premier Peder Anker, hierna aan zijn schoonzoon gouverneur van Noorwegen Herman Wedel Jarlsberg. Hij was getrouwd met Karen Anker, het enige kind van Peder Anker.
Sinds 1954 is het pand eigendom van de gemeente Oslo. Het landhuis is eigendom van Bogstad Foundation en geëxploiteerd als museum in samenwerking met de Noorse museum voor culturele geschiedenis. 

## Bouw
Het landhuis werd tussen 1760 en 1780 gebouwd in de stijl van de classicistische architectuur en is typisch voorbeeld van de bouw van stijlen voor de periode. Bogstad is volledig ingericht met schilderijen, kroonluchters, meubilair en andere meubels uit de periode 1750-1850. Rondleiding door het museum zijn beschikbaar tijdens de zomermaanden.